# Кенийско-сомалийские отношения
Кенийско-сомалийские отношения — двусторонние дипломатические отношения между Кенией и Сомали. Протяжённость государственной границы между странами составляет 684 км.

## История
Сомалийцы в Кении исторически компактно проживают на территории Северного пограничного округа, который впоследствии был переименован в Северо-Восточную провинцию. В 1925 году в Кении был образован Северный пограничный округ, который ранее располагался на территории региона Джубаленд современного Сомали. Британская империя передала северную часть Джубаленда Италии в знак признательности за поддержку во время Первой мировой войны. Британская империя сохранила контроль над южной частью Джубаленда, который в настоящее время входит в состав Кении.
26 июня 1960 года, за четыре дня до предоставления независимости Британскому Сомали, Лондон заявил, что все районы Восточной Африки, населенные сомалийцами, должны быть объединены в одно государство. Однако, несмотря на проведенный плебисцит среди жителей Северо-Восточной провинции, который выявил желание жителей присоединиться к Сомали, Великобритания не стала принимать их мнение во внимание и передала территорию Кении после предоставления ей независимости. В августе 1963 года британцы с опозданием поняли, что Кения не будет отказываться от Северо-Восточной провинции в пользу Сомали. Жители Северо-Восточной провинции негативно восприняли факт присоединения к независимой Кении и стали искать поддержки среди населения Сомали. В ответ правительство Кении приняло ряд репрессивных мер против жителей мятежной провинции, что привело к началу Войны с повстанцами «шифта». Хотя конфликт закончился подписанием соглашения о прекращении огня, сомалийцы Северо-Восточной провинции по-прежнему хотят жить в составе Сомали, а не Кении.
В октябре 2011 года началась скоординированная военная операция вооружённых сил Кении и Сомали против террористической группировки Харакат аш-Шабаб на юге Сомали. В кампании основную роль взяла на себя сомалийская армия, а кенийские вооружённые силы оказывали ей поддержку. В начале июня 2012 года кенийские войска были официально приняты в АМИСОМ. К сентябрю 2012 года вооружённые силы Сомали при поддержке Кении и других стран Африканского союза, а также при участии повстанцев из движения Раскамбони сумели захватить последний подконтрольный Харакат аш-Шабаб крупный город страны — Кисмайо.
В апреле 2014 года федеральное правительство Сомали официально отозвало своего посла из Кении в знак протеста против задержания дипломата в Найроби. В августе 2014 года федеральное правительство Сомали обратилось в Международный суд ООН определить морскую границу между Сомали и Кенией в Индийском океане. В 2017 году президент Сомали Мохамед Абдуллахи Мохамед совершил свой первый государственный визит в Кению, где провёл переговоры с президентом этой страны Ухуру Кениатой. Лидеры обсудили вопросы усиления торговых и дипломатических отношений между государствами. За месяц до официальной встречи президент Кении Ухуру Кениата присутствовал на церемонии инаугурации президента Сомами Мохамеда Абдуллахи Мохамеда.
15 декабря 2020 года власти Сомали разорвали дипломатические отношения с Кенией, после визита туда президента Сомалиленда Мусы Бихи Абди. Однако 6 мая 2021 года они были вновь восстановлены.

## Сотрудничество
Во время визита президента Сомали Мохамеда Абдуллахи Мохамеда в Кению были подписаны многочисленные соглашения, стороны договорились о сотрудничестве в области безопасности, торговли, туризма и иммиграции. Кения и Сомали пришли к соглашению возобновить прямые рейсы между Найроби и Могадишо. Кения также согласилась помочь в обучении сомалийских государственных служащих. Обе страны также взаимно отменили визовый режим для государственных служащих. Мохамед Абдуллахи Мохамед высоко оценил усилия Кении по принятию беженцев из Сомали, а также её военный вклад в борьбу с боевиками Харакат аш-Шабаб.

## Дипломатическое представительство
Федеральное правительство Сомали имеет посольство в Найроби. Дипломатическое представительство возглавляет посол Джамал Мохамед Хасан.